# Paulkerrite
La paulkerrite è un minerale appartenente al gruppo omonimo.